# Kukujevci
Kukujevci (en serbe cyrillique : Кукујевци) est une localité de Serbie située dans la province autonome de Voïvodine. Elle fait partie de la municipalité de Šid dans le district de Syrmie (Srem). Au recensement de 2011, elle comptait 1 955 habitants.
Kukujevci, officiellement classé parmi les villages de Serbie, est une communauté locale, c'est-à-dire une subdivision administrative, de la municipalité de Šid.

## Géographie

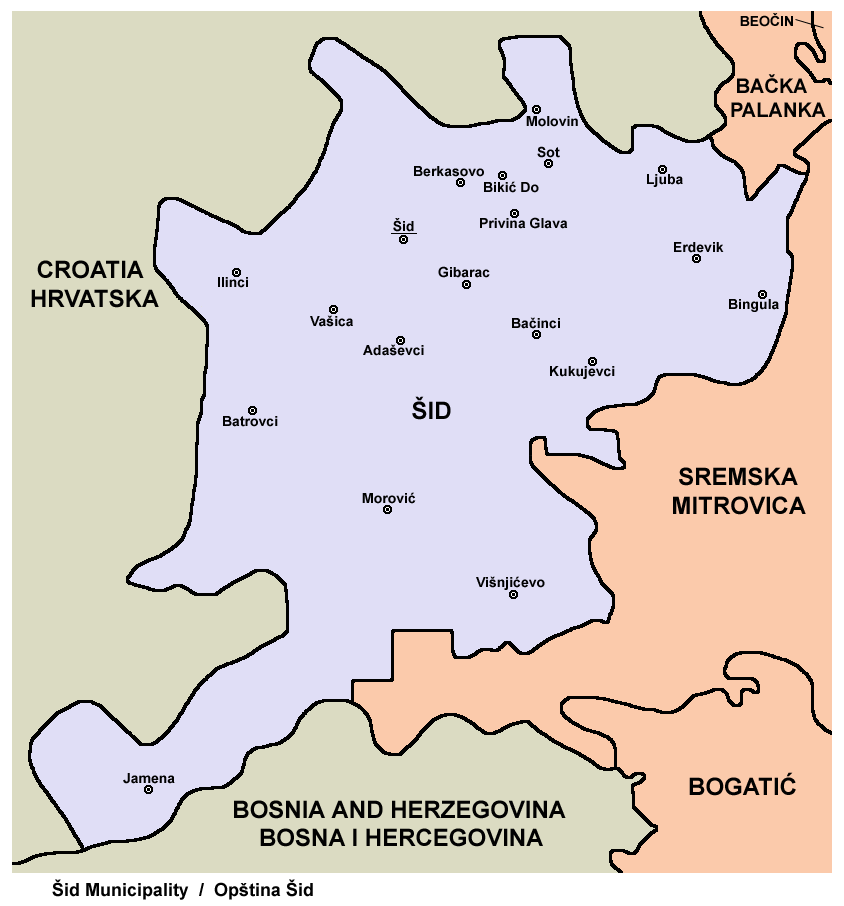
Localisation de Kukujevci dans la municipalité de Šid

Kukujevci se trouve dans la région de Syrmie, au pied du versant méridional de la Fruška gora. Le village est situé à 12 kilomètres de Šid, le centre administratif de la municipalité, sur la route régionale R-103, qui relie Šid à Sremska Mitrovica, et à 3 kilomètres de l'autoroute Belgrade-Zagreb (route européenne E70).

## Démographie

### Évolution historique de la population
| 1948  | 1953  | 1961  | 1971  | 1981  | 1991  | 2002  | 2011  |
| ----- | ----- | ----- | ----- | ----- | ----- | ----- | ----- |
| 2 671 | 2 660 | 2 598 | 2 345 | 1 958 | 1 821 | 2 252 | 1 955 |

|  |

### Données de 2002
Pyramide des âges (2002)
En 2002, l'âge moyen de la population était de 38,9 ans pour les hommes et 41,5 ans pour les femmes.
Répartition de la population par nationalités (2002)
En 2002, les Serbes représentaient 93,5 % de la population ; le village abritait notamment une minorité croate (3,2 %).

### Données de 2011
En 2011, l'âge moyen de la population était de 43,2 ans, 41,4 ans pour les hommes et 44,9 ans pour les femmes.

## Économie
La principale activité de la population du village est l'agriculture. Sur les 3 270 ha du village, 2 200 constituent des propriétés privées. Parmi les cultures principales figurent les betteraves sucrières, le soja, le maïs, le tournesol et le blé. Le secteur est également engagé dans la culture du tabac, notamment le tabac blond de Virginie, qui occupe 70 foyers.
Parmi les entreprises du village figurent des abattoirs, où l'on procède aussi à la transformation de la viande, ainsi que deux entreprises travaillant dans l'industrie du bois.

## Vie locale
Kukujevci abrite une école élémentaire (en serbe : osnovna škola), l'école Branko Radičević ; on y trouve aussi un centre médical, une clinique dentaire et une pharmacie.
Le village possède un club de football, le FK Fruškogorac, et une société de chasse appelée Fazan.

## Tourisme
L'église catholique de la Sainte-Trinité à Kukujevci a été construite en 1770 ; elle est inscrite sur la liste des monuments culturels de grande importance de la république de Serbie.